# Andropolia
Andropolia là một chi bướm đêm thuộc họ Noctuidae.

## Các loài
- Andropolia aedon (Grote, 1880)
- Andropolia contacta (Walker, 1856)
- Andropolia diversilineata (Grote, 1877)
- Andropolia extincta (Smith, 1900)
- Andropolia olga Smith, 1911
- Andropolia olorina (Grote, 1876)
- Andropolia theodori (Grote, 1878)

## Former species
- Andropolia dispar is now Fishia dispar (Smith, 1900)
- Andropolia lichena is now Aseptis lichena (Barnes & McDunnough, 1912)
- Andropolia pallifera is now Apamea pallifera (Grote, 1877)